# Западная Панама
Западная Панама (исп. Panamá Oeste) — одна из провинций Панамы. Административный центр — город Ла-Чоррера.

## География
Площадь провинции составляет 2786 км². Расположена в центральной части страны. Граничит с провинциями Панама (на северо-востоке), Колон (на севере), Кокле (на западе). На юге омывается водами Тихого океана.

## Население
Население провинции по данным на 2010 год составляет 464 038 человек. Плотность населения — 166,56 чел./км².

## История
Создана в 1 января 2014 года из западной части провинции Панама.

## Административное деление
В административном отношении подразделяется на 5 округов:
- Аррихан
- Капира
- Ла-Чоррера
- Сан-Карлос
- Чаме